# Adolf Gauert
Adolf Gauert (* 31. März 1911 in Groß Twülpstedt; † 17. Juli 1989 ebenda) war ein deutscher Historiker. Er zählte zu den Pionieren der Pfalzenforschung.

## Leben und Wirken
Der Sohn eines Schmiedemeisters legte an einem Braunschweiger Gymnasium die Reifeprüfung ab. Er studierte zunächst Geschichte, Anglistik und Romanistik an der Universität Göttingen, dann in München und in Besançon. Er kehrte nach Göttingen zurück und begann sich angeregt durch Percy Ernst Schramm mit der englischen Königsidee im Mittelalter als Dissertationsthema zu beschäftigen. Seit November 1939 war Gauert bei der Wehrmacht. Als Infanterist unter Oberst Friedrich Hoßbach gehörte er dem Göttinger Infanterieregiment 82 an. Er nahm 1940 am Westfeldzug und seit Sommer 1941 am Krieg gegen die Sowjetunion teil. Während eines von der Wehrmacht gewährten sogenannten Studienurlaubs wurde er 1941 mit dem Thema Angelsächsisches Königtum. Wandel und Wesen promoviert. Im Frühjahr 1942 wurde er militärisch befördert. Wenig später wurde er schwer verwundet. Nach längerer Lazarettzeit kam er nicht mehr uneingeschränkt frontdiensttauglich 1943 ins besetzte Frankreich. Bei einem schweren Unfall als Kradfahrer zog er sich einen Schädelbruch zu und wurde in das Protektorat Böhmen und Mähren verlegt.
Nach kurzer amerikanischer Kriegsgefangenschaft konnte er im Sommer 1945 in seinen Geburtsort heimkehren. Berufs- und mittellos versuchte Gauert in der Wissenschaft unterzukommen. Er erhielt 1948 ein Stipendium der DFG. Anschließend wurde er freier Mitarbeiter bei der Bayerischen Akademie der Wissenschaften und bearbeitete für die Jahrbücher der Deutschen Geschichte das Königtum Adolfs von Nassau. Aus dieser Beschäftigung gingen einige Beiträge für den ersten Band der Neuen Deutschen Biographie hervor. Unter den Einfluss Schramms befasste er sich mit den Herrschaftszeichen. Mit seinen Studienfreund Wilhelm Berges veröffentlichte er zu Schramms Werk Herrschaftszeichen und Staatssymbolik einen Beitrag über die eiserne „Standarte“ und das steinerne „Szepter“ aus dem Grabe eines angelsächsischen Königs bei Sutton Hoo. Weitere Untersuchungen zum Thema der Herrschaftszeichen und -symbole im Frühmittelalter veröffentlichte er über das Zepter Herzog Tassilos III. (1962), über norwegische Königssitze in der Wikingerzeit oder den Ring der Königin Arnegundis. In diesen Arbeiten wurde neben der Geschichte auch die Archäologie berücksichtigt.
Er wurde 1956 von Hermann Heimpel als wissenschaftlicher Referent für das neu gegründete Max-Planck-Institut für Geschichte verpflichtet. Zu dieser Zeit präsentierten Walter Schlesinger und Wilhelm Berges auf dem Ulmer Historikertag von 1956 mit der systematischen Erforschung der deutschen Königspfalzen ein langfristiges Forschungsvorhaben. Heimpel griff dieses Forschungsvorhaben auf und übertrug Gauert die Leitung des neugegründeten Projektes zur Pfalzenforschung. Gauert konzentrierte sich in seinen Forschungen vor allem auf die sächsischen Pfalzen der Ottonenzeit. Ein Schwerpunkt bildete die Pfalz Grone. Durch Herbert Jankuhn ließ er sich in die Grabungstechnik einführen. Mit ihm führte er intensive siedlungskundliche und archäologische Forschungen zur Geschichte einer Königspfalz durch. Zum Fortgang dieser Grabungen veröffentlichte Gauert regelmäßig Berichte. Eingehend befasste er sich auch mit den Grabungsbefunden der Pfalz Werla. Er lieferte mit seiner Interpretation zu den Grabungsbefunden ein neues Bild zu Aussehen und Gestaltung der dortigen Palastbauten in seinem 1979 veröffentlichten Beitrag. Eine grundlegende Abhandlung zum Pfalzenproblem legte er 1965 vor. Der Beitrag hatte richtungsweisende Bedeutung für die weitere Pfalzenforschung. Darin machte er für die Forschung wichtige Beobachtungen zum Wandel der Pfalzenarchitektur vom frühen zum hohen Mittelalter. Für das Handwörterbuch zur deutschen Rechtsgeschichte verfasste er den Artikel zu den Königspfalzen und für das Reallexikon der Germanischen Altertumskunde den Artikel curtis.

## Schriften
- Angelsächsisches Königtum im Wandel und Wesen. Groß-Twülpstedt/Braunschweig 1941.